# Ein tollkühner Draufgänger
Ein tollkühner Draufgänger ist ein US-amerikanisches Filmdrama von Jack Arnold, inszeniert im Jahr 1964. Das Drehbuch basiert auf einer Erzählung von William Alland, der den Film auch produzierte. Uraufgeführt wurde der Film am 14. Oktober 1964 in New York. In Deutschland wurde der Film erstmals am 25. Februar 1965 in den Kinos gezeigt.

## Handlung
Nach zwei Jahren in der Armee schreibt sich Casey Owens im College ein. Er freundet sich mit Chuck Manning an, der wie Casey ein Autofan ist. Casey verliebt sich bald darauf in Chucks Schwester Eadie. Chuck verlässt das College, um in der Werkstatt seines Vaters zu arbeiten. Er will eine besondere Gasturbine weiterentwickeln. Gleichzeitig zur Arbeit in der Werkstatt nimmt Casey an Rennen teil und wird bald zu einem bekannten Rennfahrer.
Der millionenschwere Rennsport-Fan Stanford Rogers beauftragt Casey mit dem Bau von zwei turbinengetriebenen Wagen für ein Langstreckenrennen. Casey, der wissenschaftliche Weiterentwicklungen ignoriert, hält nichts von Tests im Windkanal. Bei einem Hochgeschwindigkeitstest verursacht er einen Totalschaden und wird daraufhin von Rogers entlassen.
Mit der Hilfe seiner Eltern und den Eltern von Chuck und Eadie kann Casey die neu entwickelte Turbine von Rogers kaufen. Diesmal beachtet er die neuen Erkenntnisse der Wissenschaft und baut ein neues Auto mit der Turbine. Nachdem Casey das Langstreckenrennen gewonnen und mit dem Preisgeld seine Schulden bezahlt hat, heiratet er Eadie und geht wieder auf das College.

## Kritiken
„Ein inszenatorisch routinierter, gedanklich anspruchslos-biederer Teenager-Film (…) Geschmacklich ganz auf ein junges amerikanisches Publikum abgestellt, unterlegt mit vorsichtiger pädagogischer Tendenz.“

„Billig-Action und Pferdestärken-Kult von 1964“

## Auszeichnungen
Der Tonschnitt des Films wurde 1964 für den Oscar nominiert. Robert L. Bratton gewann im gleichen Jahr für seine Arbeit den Golden Reel Award.

## Hintergrund
Die Rennszenen des Films entstanden auf dem Arroyo Seco Parkdrive in Pasadena. Weiterer Drehort war das Death Valley. Die im Film zu sehende Turbine stammt von Chrysler, die damit ihr Turbinenprogramm bekannt machen wollten.
Für die Ausstattung war der dreifache Oscarpreisträger Alexander Golitzen verantwortlich. Einer seiner Partner war Set-Decorator Joseph Kish, der 1966 einen Oscar bekam. Der für den Oscar nominierte Robert L. Bratton arbeitete nur an vier Filmen mit. Dieser Film ist seine letzte Filmarbeit.

## Soundtrack
Bobby Darin komponierte und textete folgende Songs für den Film: The Lively Set (gesungen von James Darren), If You Love Him und Casey Wake Up! (beide gesungen von Joanie Sommers), sowie Boss Barracuda (gesungen von der Gruppe The Surfaris). Für den Song Look at Me, gesungen von Wink Martindale, schrieb Randy Newman den Text.